# Рейн-Рур-Экспресс
Рейн-Рур-Экспресс (RRX) (нем. Rhein-Ruhr-Express) — проектируемая система линий пассажирского экспресса в федеральной земле Северный Рейн-Вестфалия (Германия). RRX призван занять промежуточное положение между региональным и междугородним экспрессами. При этом планируется, что стоимость проезда будет такой же как и на поездах регионального экспресса. Движение экспресса планируется осуществлять по путям, предназначенным для скорых поездов со скоростью 160 км/час.

Внедрение системы RRX началось в декабре 2010 года, когда началась реорганизация регионального экспресса, и должно завершиться к середине 2020-х годов.

Схема RRX

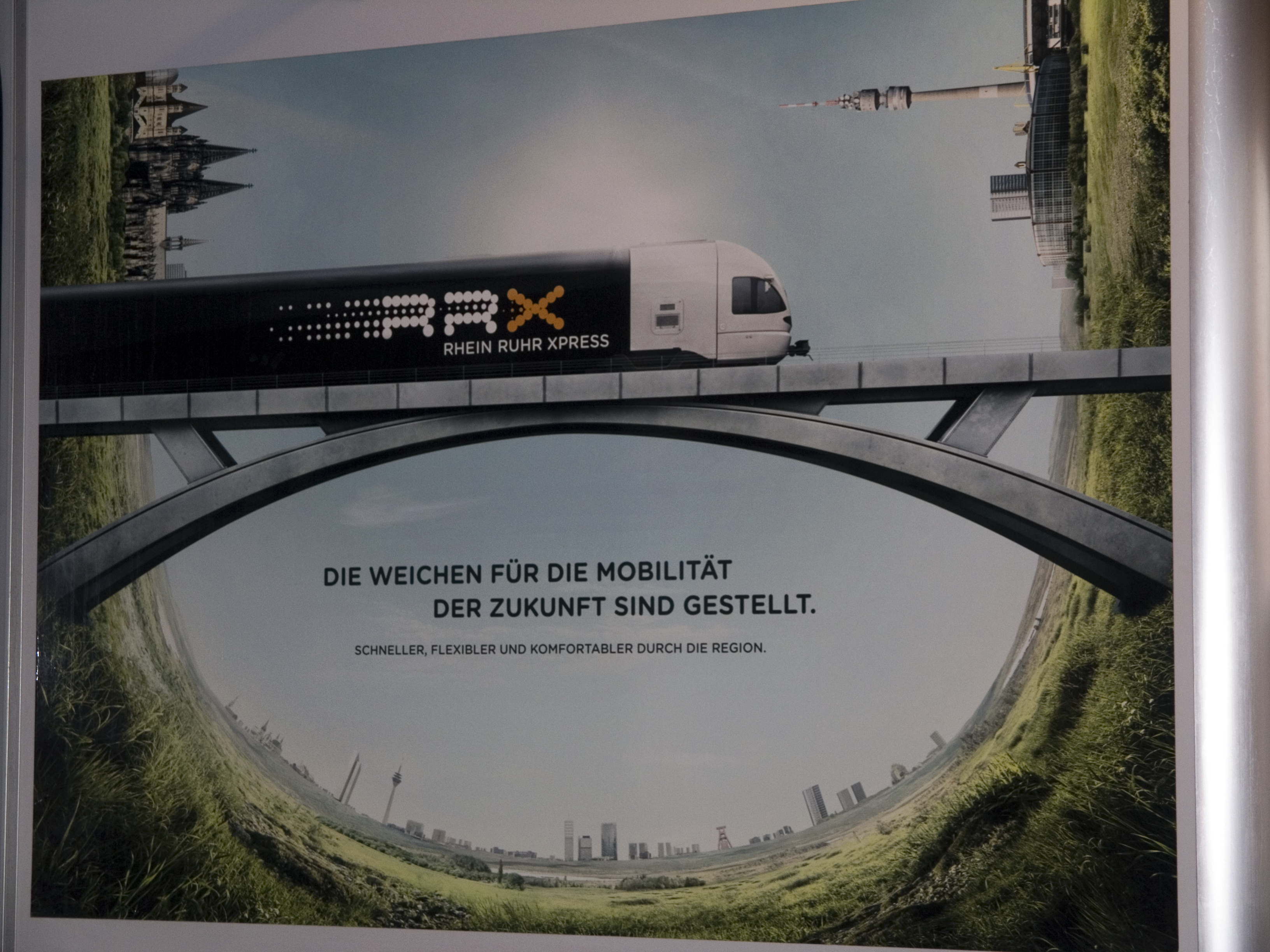
Реклама RRX в вагоне экспресса RE13

В начале XXI века было предложено несколько новых транспортных систем в Северном Рейне-Вестфалии. Существуют проекты скоростного метрополитена между Дюссельдорфом, Дуйсбургом, Эссеном и Дортмундом или маглев-экспрессом между Дюссельдорфом и Дортмундом. Но все эти проекты предусматривают построение совершенно новой транспортной инфраструктуры. В отличие от них RRX планирует использовать исключительно существующую железнодорожную систему.

16 ноября 2006 года было подписано соглашение между правительством федеральной земли Северный Рейн-Вестфалия и «Deutsche Bahn AG» о создании новой системы пассажирского экспресса, который должен связать главные города земли — Бонн, Кёльн, Ахен, Дюссельдорф, Дуйсбург, Эссен, Дортмунд и Мюнстер. 19 декабря того же года был утверждён порядок финансирования проекта.

Первый транш в размере более 25 млн. евро выделялся в начале 2007 года и должен был быть освоен в течение четырёх лет: в 2007 году было израсходовано 1,13 млн евро, в 2008 — 5,94 млн, в 2009 — 3,86 млн и в 2010 — 14,9 млн евро. В результате были обустроены 6 линий между Кёльном и Дортмундом, что позволяло установить движение экспрессов с интервалом 30 мин.

Однако, в 2011 году стало известно, что правительство земли больше не заинтересовано в финансировании проекта. Вследствие чего вероятность запуска RRX ранее 2015 года практически отсутствует.

Осенью 2011 года состоялась встреча министра транспорта и строительства Фойгтсбергер и президента «Deutsche Bahn AG» Грубэ, на котором были рассмотрены пути выхода из создавшейся ситуации и подписан ряд заявлений.